# Cali, Colombia
Cali (formellt Santiago de Cali) är en kommun i Colombia.   Den är huvudstad i departementet Valle del Cauca, i den västra delen av landet, 300 km väster om huvudstaden Bogotá. Antalet invånare i kommunen är 2 119 908. Arean är 619 kvadratkilometer.
Staden grundlades av Sebastián de Belalcázar 25 juli 1536, och dess namn är på dialekten quechua. Tillsammans med städerna Anserma, Cartago, Toro, Buga och Caloto utropade Cali "Ciudades Confederadas del Valle del Cauca" ("De konfedererade städerna i Caucadalen") 1 februari 1811.
I modern tid har Cali varit känt som hemvist för Calikartellen, ett ledande knarksyndikat för tillverkning och smuggling av kokain.

### Noter

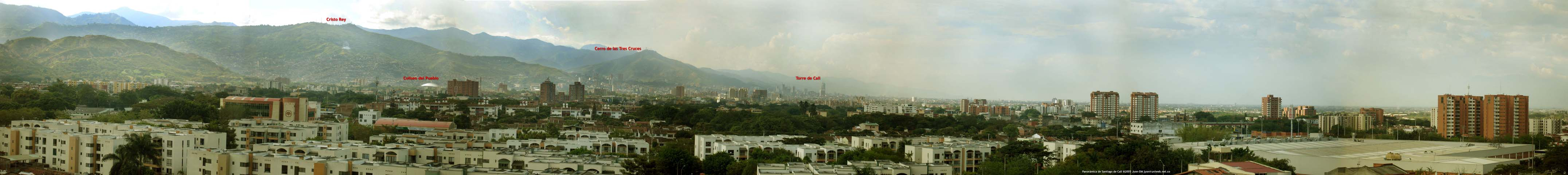
Panorama över staden Cali med Andernas östkordiljära i bakgrunden

## Stad och storstadsomtråde
Cali är Colombias tredje största stad och hade 2 158 107 invånare år 2008, med totalt 2 194 695 invånare i hela kommunen på en yta av 564 km².
Storstadsområdet, Área Metropolitana de Cali, hade år 2008 totalt 2 761 179 invånare på en yta av 1 957 km². Området består av Cali samt kommunerna Candelaria, Jamundí, Palmira och Yumbo.